# Mycosphaerella orthospora
Mycosphaerella orthospora är en svampart som beskrevs av Clem. 1908. Mycosphaerella orthospora ingår i släktet Mycosphaerella och familjen Mycosphaerellaceae.   Inga underarter finns listade i Catalogue of Life.